# 太田真希
太田 真希（おおた まき、1972年（昭和47年）9月5日 - ）は、元秋田放送アナウンサーで、現在オレガ所属のタレント。ラボグロウンダイヤモンドオリジナルジュエリーオンラインショップ株式会社『September5』代表取締役。山梨県生まれ。既婚。

## 人物・来歴
- 山梨英和中学校・高等学校、桜美林大学卒業後の1995年（平成7年）秋田放送に入社。アナウンサー時代に、原志保と「はらまき」というユニットを組み、『Don't Worry, Be Happy』のCDを、秋田限定でリリース。
- 「ドデスカデ～ジオ」のMC、「ラジオMAMBO JAMBO」、「Coke teens club太田真希のグルービングデイズ」を担当し、人気が出る。
- また、ファンクラブができたくらいの人気者であり、かつ「森高千里」似としても有名。
- 1999年（平成11年）THE YELLOW MONKEYの菊地英二と結婚、同年4月これをきっかけに秋田放送を退社。2000年から東京を中心にフリーアナウンサー、タレントとして活躍する。
- 2004年（平成16年）からの「アリコジャパン」の「オペレータ役」としてのCMに出演後は、「アリコのお姉さん」として定着しつつある。
- 2021年（令和3年）ラボグロウンダイヤモンドオリジナルジュエリーオンラインショップ株式会社『September5』を設立。代表取締役就任。

## 出演履歴

### 秋田放送時代
- ドデスカデ〜ジオ(土、13:00 - 17:00)
- ラジオMAMBO JAMBO
- Coke Teens Club太田真希のグルービングデイズ
- ABSワイドゆう

### フリーランス
- HAPPY-GO-LUCKY（TOKYO FM）
- スカイ・A（インターネット放送）
- 「直前楽天イーグルスTV」「激闘楽天イーグルスTV」キャスター（2006年シーズン）
- 横浜ウォーカーTV（テレビ神奈川）
- BS DIGITAL MUSIC RADIO（BS）
- 汐留スタイル!（日本テレビ、木曜 15:50 - 17:25） - 「おトメちゃんズ」として出演。
- 坂上みきのbeautiful「TEPCO ＋ON」（TOKYO FM、水曜 14:15-14:30）
- 朝は楽しく!（テレビ東京）
- 朝はビタミン！（テレビ東京）
- 探偵！ナイトスクープ（朝日放送）
- news every. 「特集」コーナー・リポーター（日本テレビ、2010年11月 - ）
- HERO 第2期 第1・6・11話（フジテレビ） - レポーター役
- きんぴか 第4・5話（WOWOW） - 司会者役
- ライブプレミアム JCOMプレミアムチャンネル「記憶」（フジテレビNEXT） - レポーター役
- 宇宙を駆けるよだか（Netflix）
- 教場II 後編（フジテレビ） - 杣の母役

### その他
- JAA(日本アジア航空）機内VTRレポーター
- ANA(全日本空輸)国際線･スカイオーディオ(2006年1月 - )

### CM
- 2001年： P&G「ミューズ」
- 2002年： 「アルクのabc」
- 2003年： アヲハタ　お粥シリーズ
- 2003年4月 - ： 東京ガス　ピピットコンロ 東京ガス キッチンリフォーム編
- 2004年12月 - ： メットライフ生命保険かしこく積み立て入院保険/オペレーター役
- 2018年： ユーグレナ「みどり麹」
- 2018年： グリコ「アーモンドピーク」
- 2018年： 資生堂　表情プロジェクト「私たちの表情　宮沢さん」篇
- 2021年： 「緊急事態宣言に飲み込まれた私の受験」篇-代々木ゼミナール

### ナレーション
- オレンジページ